# أولاد يعقوب (أولاد سعيد)
أولاد يعقوب هو دُوَّار يقع بجماعة سيدي موسى، إقليم قلعة السراغنة، جهة مراكش آسفي في المملكة المغربية. ينتمي الدوّار لمشيخة أولاد سعيد التي تضم 5 دواوير. يقدر عدد سكانه بـ 930 نسمة حسب الإحصاء الرسمي للسكان والسكنى لسنة 2004.

## روابط خارجية
- البوابة الوطنية للجماعات الترابية
- المندوبية السامية للتخطيط